# Ariceștii Zeletin
Ariceștii Zeletin è un comune della Romania di 1 361 abitanti, ubicato nel distretto di Prahova, nella regione storica della Muntenia. 
Il comune è formato dall'unione di 2 villaggi: Albinari e Ariceștii Zeletin.